# Coenosia furtiva
Coenosia furtiva är en tvåvingeart som beskrevs av Huckett 1934. Coenosia furtiva ingår i släktet Coenosia och familjen husflugor. Inga underarter finns listade i Catalogue of Life.